# Piave
De Piave is een Italiaanse rivier. Zij ontspringt in de noordoostelijke Dolomieten nabij Sappada in de provincie Belluno, bij de grens met Oostenrijk. Ze stroomt in zuidoostelijke richting en eindigt in de Golf van Venetië.
De rivier blijft gedurende haar gehele tocht naar zee binnen de grenzen van de regio Veneto. De Piave is met haar 220 kilometer de negende rivier van Italië wat betreft lengte. De hoeveelheid water in de rivier is afhankelijk van sneeuw en regen. Het hoogste watergehalte wordt bereikt aan het begin van de lente en in de herfst. De gemiddelde jaarlijkse waterstroom in de benedenloop is 120 m³/s.
De Piave stroomt via bergdalen Cadore en Valbelluna langs de steden Belluno en Feltre. Hierna vervolgt de rivier haar tocht door het heuvellandschap van de provincie Treviso en ten slotte mondt zij nabij Jesolo in de provincie Venetië uit in de Adriatische Zee. De Piave heeft een groot aantal zijrivieren. De Cordevole, die ontspringt op de Pordoipas, is hiervan de belangrijkste.
Tijdens de Eerste Wereldoorlog speelde de Piave een belangrijke rol. Italië was lid van de Entente, terwijl het afbrokkelende Oostenrijks-Hongaarse Rijk de Centrale Mogendheden steunde, samen met het Duitse Rijk, het Ottomaanse Rijk en Bulgarije. In november 1917 moesten de Italiaanse legers zich na hun nederlaag bij Caporetto terugtrekken en konden slechts achter de Piave standhouden (Eerste Slag aan de Piave). In juni 1918 voerde het Oostenrijks-Hongaars leger een zwaar offensief langs de benedenloop van de rivier de (Tweede Slag aan de Piave). De aanval werd met succes door het Italiaanse leger afgeweerd wat indirect leidde tot de val van Oostenrijk-Hongarije. De Italiaanse overwinning was mede te danken aan de plotselinge hoge waterstand van de rivier, wat het oversteken bemoeilijkte.
Naar de rivier is ook de kaassoort Piave genoemd, die afkomstig uit de provincie Belluno.

## Plaatsen langs de Piave
- Belluno
- Feltre
- Valdobbiadene
- San Donà di Piave
- Eraclea

- Library of Congress Control Number: sh95003899
- Nationale Bibliotheek van Tsjechië: ge611208
- Nationale Bibliotheek van Israël: 987007546860305171
- Virtual International Authority File: 240543797